# Mundruczó Kornél (rendező)
Mundruczó Kornél (Gödöllő, 1975. április 3. –) magyar film- és színházi rendező.

## Életpályája
A Színház- és Filmművészeti Egyetemen szerzett diplomát előbb színész szakon 1998-ban Zsámbéki Gábor, majd 2003-ban film- és televíziórendezőként Szász János és Zsombolyai János osztályában. Ma már nemzetközi hírű filmrendező, akinek alkotásai világszerte mutatkoznak be rangos fesztiválokon. Legszívesebben akkor kezd új munkába, ha számára inspiráló témát, társulatot, illetve helyszínt talál. A munkafolyamat során megpróbál egy csapatot felépíteni.
1997–1998 között az Arany János Gyermekszínház tagja, majd a Radnóti Színház, illetve a Katona József Színház színésze volt. 2003 óta rendez színházban. Többek közt a Krétakör Színházban, a Bárka Színházban és külföldi színházakban is – például a hamburgi Thalia Theater-ben, a Schauspiel Hannoverben, a TR Warszawa-ban és a Schauspielhaus Zürichben.
2009-ben Büki Dórával közösen megalapította független színházi társulatát, a Proton Színházat. Előadásaikat világszerte játsszák színházakban és fesztiválokon. Látszatélet című színdarabjukban végzett kiemelkedő rendezői munkájáért 2017-ben a Faust-díjra jelölték. A jelentős színházi díj történetében először került nem német színházi produkció a jelöltek közé. A 2019-ben készült Evolúció című darabjukat a kritikusok az az évi Ruhrtriennale csúcspontjának tartották, de olyan is akadt, aki a neves németországi nemzetközi művészeti fesztivál valaha volt legjobbjaként aposztrofálta az alkotást. 2024-ben Nestroy-díjat nyert a Proton Színház Parallax című előadásának rendezéséért. A legjelentősebb osztrák színházi díjat először nyerte el magyar rendező magyar produkcióval, Mundruczó Kornél és a Proton Színház az első magyar díjazott a kategóriájában.
2003 óta operát is rendez. 2016-os operarendezését, az antwerpeni Flamand Operában (Opera Vlaamse) bemutatott A Makropulosz-ügyet 2017-ben a legjobb új produkció kategóriában Nemzetközi Operadíjra jelölték. A díj történetében először került magyar rendező a jelöltek közé.
A filmrendező pályafutása 2000-ben indult. Előbb első nagyjátékfilmje, a Nincsen nekem vágyam semmi nyerte el többek között a 31. Magyar Filmszemle legjobb elsőfilmes rendezőjének járó, a Diákzsűri és a Filmrendezők Céhe díját is, majd az Afta című kisjátékfilmmel indult és kapott díjat számos hazai és nemzetközi megmérettetésen.
A Cannes-i Nemzetközi Filmfesztiválon először 2003-ban a Rendezők Kéthete szekcióban mutatkozhatott be A 78-as Szent Johannája című filmjével. Ezzel egy időben a Cinéfondation Program, alkotói ösztöndíjat is megkapta, melynek keretén belül Bíró Yvette-tel közösen fejlesztette Párizsban a Delta című filmje forgatókönyvét. Ugyanebben az évben Petrányi Viktóriával – aki a főiskola óta állandó munkatársa, társírója és alkotótársa – megalapította a filmgyártással foglalkozó Proton Cinema Kft.-t. A következő évben a Kis Apokrif No. 2 című rövidfilmje a főiskolások vizsgafilm-szekciójában került a cannes-i közönség elé.
2004 óta az Európai Filmakadémia tagja.
2005-ben Johanna című operafilmjét a cannes-i filmfesztivál Un certain regard szekciójában mutatták be. Emellett elnyerte a Nipkow Program alkotói ösztöndíját is Berlinbe, ahol három hónapon át tehetséges forgatókönyvíró-rendezők vehetnek részt szakmai kurzusokon és konzultációkon.
A cannes-i fesztivál fődíjáért, az Arany Pálmáért először 2008-ban a Delta című filmjével szállt versenybe, majd 2010-ben a Szelíd teremtés – A Frankenstein-terv című filmjét is a jelöltek közé választották. Az előbbi a Nemzetközi Filmkritikusok Szövetségének díját nyerte el.
2014-ben Mundruczó Kornél Fehér isten című filmje – amely az addigi hat nagyjátékfilmje közül a negyedik, amelyik meghívást nyert a rangos eseményre és az Eurimages, az Európa Tanács filmalapja, illetve a Magyar Nemzeti Filmalap támogatásával készült – nyerte el a 67. cannes-i filmfesztivál Un certain regard (Egy bizonyos nézőpont) elnevezésű programjának fődíját, filmjének kutyafőszereplője pedig a legjobb kutya alakításért járó Palm Dog-díjat (Kutya Pálma-díj). A filmet 2015-ben a Sundance Filmfesztivál Spotlight szekciójában is bemutatták.
2017-ben ismét meghívást kapott Cannes-ba: Jupiter holdja  című filmdrámája a 70. jubileumi fesztivál hivatalos válogatásának nagyjátékfilmjei között versenyzett az Arany Pálmáért.
2020-ban első külföldi gyártású, angol nyelvű nagyjátékfilmje, a Pieces of a Woman, a 77. Velencei Nemzetközi Filmfesztivál versenyprogramjában szerepelt.
2021-ben Evolúció című filmjét – ami a német Match Factory Productions és a magyar Proton Cinema koprodukciójában, a ZDF-ARTE és a Proton Színház közreműködésével, a Mitteldeutsche Medienförderung, a Film- und Medienstiftung NRW, a German Federal Filmfund, a Nemzeti Filmintézet és a magyarországi adókedvezmény támogatásával készült – a Cannes Premiere szekcióban mutatták be.

## Filmes munkái rendezőként

### Játékfilmek
- Evolúció (német-magyar játékfilm, 2021)
- Pieces of a Woman (kanadai játékfilm, 2020)
- Jupiter holdja (játékfilm, 2017)
- Fehér isten (játékfilm, 2014)
- Szelíd teremtés – A Frankenstein-terv (játékfilm, 2010)
- Delta (játékfilm, 2008)
- Johanna (játékfilm, opera, 2005)
- Szép napok (játékfilm, 2002)
- Nincsen nekem vágyam semmi (játékfilm, 2000)

### Rövidfilmek
- Rövid ideig tartó csend (rövidfilm, 2004)
- Kis Apokrif No. 2 (rövidfilm, 2004)
- A 78-as Szent Johannája (rövidfilm, opera, 2003)
- Kis Apokrif No. 1 (rövidfilm, 2002)
- Afta (rövidfilm, 2001)
- Haribó-Haribá! (rövidfilm, 1999) – Vizsgafilm
- Vörös hold (rövidfilm, 1999) – Vizsgafilm
- Addig járjunk (rövidfilm, dokumentumfilm, 1999) – Vizsgafilm
- Minőségét megőrzi (rövidfilm, 1998) – Vizsgafilm

### Egyéb
- A zsúfolt szoba (minisorozat, 2023) – 3 epizód[29]
- A Nibelung-lakópark (színházi felvétel, 2009)

## Filmes munkái színészként
- Oda az igazság! (játékfilm, 2009) – rendező: Jancsó Miklós
- Állomás (tévéfilm-sorozat, 2008) – rendező: Balogh Zsolt és Pajor Róbert (7 epizódban)
- Örkény István: Az igazi halál (tévéfilm, 2007) – rendező: Pacskovszky József
- Lányok (játékfilm, 2007) – rendező: Faur Anna
- Bianco (rövidfilm, 2006) – rendező: Kiss Rudolf Péter
- Ede megevé ebédem (játékfilm, 2006) – rendező: Jancsó Miklós
- Apu (rövidfilm, 2005) – rendező: Faur Anna
- Szezon (játékfilm, 2004) – rendező: Török Ferenc
- József és testvérei – Jelenetek a parasztbibliából (játékfilm, 2004) – rendező: Jeles András
- Főpróba (rövidfilm, 2002) – rendező: Tóth Csaba
- Nuker (rövidfilm, 2002) – rendező: Faur Anna
- Utolsó Vacsora az Arabs Szürkénél (játékfilm, 2001) – rendező: Jancsó Miklós
- Kisváros (tévéfilm-sorozat, 2000) – rendező: Balogh Zsolt (1 epizódban)
- Szomszédok (tévéfilm-sorozat, 1999) – rendező: Horváth Ádám (9 epizódban)
- Szabadulásra ítélve (rövidfilm, 1996) – rendező: Tényi István

## Színházi munkái

### Színház
- Method (szerző: Wéber Kata) – Volksbühne, Berlin, Németország, 2024[30]
- Parallax (szerző: Wéber Kata és a Társulat) – Proton Színház, 2024[31]
- Minime (szerző: Wéber Kata) – Volksbühne, Berlin, Németország, 2022[32]
- Krum (szerző: Hanoch Levin) – Thalia Theater, Hamburg, Németország, 2021[33]
- A hét főbűn/Motherland (szerző: Bertold Brecht/Wéber Kata) – Theater Freiburg, Proton Színház, 2020[34][35]
- Evolúció (zeneszerző: Ligeti György, szerző: Wéber Kata) – Ruhrtriennale, Proton Színház, 2019[36][37]
- Liliom (szerző: Molnár Ferenc) – Thalia Theater, Hamburg, Németország; Salzburgi Ünnepi Játékok, Ausztria, 2019[38][39]
- Cząstki kobiety (Pieces of a Woman; fordító: Jolanta Jarmołowicz) (szerző: Wéber Kata) – TR Warszawa, Lengyelország, 2018[40][41]
- Medúza tutaja (zeneszerző: Hans Werner Henze) – Ruhrtriennale, Proton Színház, 2018[42]
- A takácsok[43] (szerző: Gerhart Hauptmann) – Thalia Theater, Hamburg, Németország, 2017[44]
- Látszatélet (szerző: Wéber Kata) – Proton Színház, 2016
- Winterreise (zeneszerző: Franz Schubert és Hans Zender) – CAFe Budapest Kortárs Művészeti Fesztivál, Óbudai Danubia Zenekar, Proton Színház, 2015[45]
- Hotel Lucky Hole – Öngyilkosság trilógia III. rész[46] (szerző: Mundruczó Kornél és Wéber Kata) – Schauspielhaus Zürich, Svájc, 2014[47]
- Demencia – Öngyilkosság trilógia II. rész (szerző: Mundruczó Kornél és Wéber Kata) – Proton Színház, 2013
- Denevér, avagy az én kis temetőm – Öngyilkosság trilógia I. rész (szerző: Mundruczó Kornél és Wéber Kata) – TR Warsawa, Lengyelország, 2012[48]
- Szégyen (szerző: J.M. Coetzee) – Proton Színház, 2012
- Szép napok (szerző: Mundruczó Kornél és Petrányi Viktória) – Theater Oberhausen, Németország, 2012
- Eljegyzés Santo Domingón avagy my sweet Haiti (szerző: Heinrich von Kleist alapján Mundruczó Kornél és Petrányi Viktória) – Staatstheater Hannover, Németország, 2011
- Megszállottak ideje (szerző: Fjodor Mihajlovics Dosztojevszkij) – Thalia Theater, Hamburg, Németország, 2011
- A tiszaeszlári Solymosi Eszter (szerző: Krúdy Gyula) – Staatstheater Hannover, Németország, 2010
- Nehéz istennek lenni (szerző: Mundruczó Kornél és Bíró Yvette) – Proton Színház, 2010
- Júdás evangéliuma (szerző: Mundruczó Kornél és Bíró Yvette) – Thalia Theater, Hamburg, Németország, 2009
- Frankenstein-terv (szerző: Mundruczó Kornél és Bíró Yvette, Frankenstein-adaptáció) – Bárka Színház, Proton Színház, 2007
- A jég (szerző: Vlagyimir Szorokin) – Krétakör Színház, Trafó Kortárs Művészetek Háza, Nemzeti Színház, Proton Színház, 2006
- Caligula (szerző: Albert Camus) – Radnóti Színház, 2006
- Zérus (szerző: Sinead Morrissey) – Trafó Kortárs Művészetek Háza, British Council, 2005
- A Nibelung-lakópark (szerző: Térey János) – Krétakör Színház, Trafó Kortárs Művészetek Háza, BÖF, 2004

### Opera
- Tosca (zeneszerző: Giacomo Puccini) – Bajor Állami Opera, München, Németország, 2024[49]
- Rusalka (zeneszerző: Antonín Dvorák) – Berlini Állami Opera, Németország, 2024[50]
- Journey of Hope (zeneszerző: Christian Jost) – Genfi Opera, Svájc, 2023[51]
- Lohengrin (zeneszerző: Richard Wagner) – Bajor Állami Opera, München, Németország, 2022; Shanghai Opera House, Kína, 2023[52]
- Tannhäuser (zeneszerző: Richard Wagner) – Hamburgi Állami Opera, Németország, 2022[53]
- Álmatlanság (zeneszerző: Eötvös Péter) – Berlini Állami Opera, Németország, 2021[54]
- A Makropulosz-ügy (zeneszerző: Leos Janácek) – Vlaamse Opera, Antwerpen, Belgium, 2016
- A kékszakállú herceg vára/Téli utazás (zeneszerző: Bartók Béla/Franz Schubert) – Vlaamse Opera, Gent, Belgium. 2014
- A kékszakállú herceg vára (zeneszerző: Bartók Béla) – BTF, Művészetek Palotája, 2009
- A tisztességtudó utcalány (zeneszerző: Lendvai Kamilló) – BÖF, Átrium mozi, 2003

### Felolvasószínház
- Jég trilógia – (szerző: Vlagyimir Szorokin) – PEN American Center, New York, Egyesült Államok, 2011
- Szobalánynak Londonban – (szerző: Filó Vera) – Millenáris, 2003
- A Nibelung-lakópark III. rész – (szerző: Térey János) – Pécs, 2003
- A Nibelung-lakópark II. rész – (szerző: Térey János) – Millenáris, Színházi Világnap, 2003

## Díjai
- Kisebbségekért-díj (2008)[55]
- Budapestért díj (2008)[56]
- A Magyar Köztársasági Érdemrend középkeresztje (polgári tagozat, 2008)[10]

### Filmes díjak
- Balázs Béla-díj (a mozgókép területén kifejtett kiemelkedő alkotó tevékenységéért, 2003)
- „Máquina del Tiempo” életműdíj – 50. Sitgesi Katalóniai Nemzetközi Filmfesztivál (2017)[57][58]

Evolúció
- FIPRESCI fesztiváldíj – Vilniusi Nemzetközi Filmfesztivál, 2022.[59][60]

Pieces of a Woman
- ARCA CinemaGiovani Díj a 77. Velencei Nemzetközi Filmfesztivál legjobb filmjéért különdíj – 77. Velencei Nemzetközi Filmfesztivál, 2020[61]

Jupiter holdja
- Arany Pálma-jelölés – 2017-es cannes-i fesztivál[62]
- Andreas-díj (ökumenikus filmdíj) – 45. Haugesundi Norvég Nemzetközi Filmfesztivál, 2017[63]
- Grand Prix Nouveau Genre díj – 23. L'Étrange Fesztivál, Párizs, 2017[64]
- Legjobb film díja – 50. Sitgesi Katalóniai Nemzetközi Filmfesztivál, 2017[65]
- Legjobb fantasy film rendező – Austin Fantastic Fest, 2017[66]

Fehér isten
- Un certain regard-díj – 2014-es cannes-i fesztivál
- A legjobb filmnek járó Arany Polip díj – Strasbourgi Európai Fantasztikus Filmek Fesztiválja, 2014
- Közönségdíj – Antalya Golden Orange Nemzetközi Filmfesztivál, 2014
- A szakmai zsűri elismerése – LET’S CEE Filmfesztivál, 2014
- Eurimages-díj a legjobb európai koprodukciónak – Sevillai Nemzetközi Filmfesztivál, 2014
- Legjobb film díja – 5. Medgyesi Közép-Európai Nemzetközi Filmfesztivál verseny-filmszekció (MECEFF „7+1”) 2015[67]

Szelíd teremtés – A Frankenstein terv
- Arany Pálma-jelölés – 2010-es cannes-i fesztivál
- A zsűri különdíja – Szarajevói Filmfesztivál, 2010
- A zsűri különdíja – Sevillai Nemzetközi Filmfesztivál, 2010

Delta
- FIPRESCI-díj – 2008-as cannes-i fesztivál
- Don Quijote-díj – Cottbus Filmfesztivál, 2008
- Legjobb film díja – Los Angeles-i Magyar Filmfesztivál, 2008
- ART Mozik Nemzetközi Szövetségének (CICAE) díja – Szarajevói Filmfesztivál, 2008
- Arany Orsó díj – 39. Magyar Filmszemle, 2008
- A külföldi kritikusok Gene Moskowitz-díja – 39. Magyar Filmszemle, 2008

Johanna
- L’Age D’Or – Brüsszel, 2005
- A zsűri különdíja – Sevillai Nemzetközi Filmfesztivál, 2005
- A zsűri különdíja – Porto-Fantasporto, 2006
- A zsűri különdíja – Aubagne IFF, 2006

Kis Apokrif No. 1.
- Ökumenikus zsűri díja – Oberhausen, 2003
- A zsűri különdíja – Stuttgart Ludwigsburg Filmfesztivál (európai rövidfilmek szekció), 2003
- A Magyar Filmlaboratórium díja – ALTER-NATIVE Nemzetközi Rövidfilm Fesztivál, Marosvásárhely, 2003
- Legjobb kísérleti kisjátékfilm – 35. Magyar Filmszemle, 2004

Szép napok
- Ezüst Leopárd díj – Locarno, 2002
- A külföldi kritikusok Gene Moskowitz-díja – 33. Magyar Filmszemle, 2002
- A zsűri különdíja – 33. Magyar Filmszemle, 2002
- Fődíj – Szófiai Nemzetközi Filmfesztivál, 2003
- Arany Írisz díj – Brüsszeli Európai Filmfesztivál, 2003

Afta
- Az ARTE díja – Oberhausen Nemzetközi Rövidfilm Fesztivál, 2001
- Az Ökumenikus zsűri elismerő oklevele – Oberhausen Nemzetközi Rövidfilm Fesztivál, 2001
- Elismerő oklevél – Szentpétervári Nemzetközi Rövidfilm Fesztivál, 2001
- Legjobb rövidfilm – 32. Magyar Filmszemlén, 2001
- Legjobb rövidfilm – Corto d’Imola Nemzetközi Rövidfilm Fesztivál, 2001
- Legjobb rövidfilm – Cottbus-i Kelet Európai Filmek Fesztiválján, 2001
- Ezüst Sárkány díj – Krakkói Nemzetközi Rövidfilm Fesztivál, 2001
- Legjobb rövidfilm – Mediawave Fesztivál, 2001
- Legjobb rendezés – Bolognai Filmfőiskolák Fesztivál, 2001
- Az év legjobb kisjátékfilmje – Magyar Filmkritikusok Díja, 2002
- Második díj – Stuttgart-Ludwigsburg Európai Filmek Fesztiválja, 2000
- Második díj – Nemzetközi Filmiskolák Fesztiválja, München, 2001[68]

Nincsen nekem vágyam semmi
- Legjobb első film – 31. Magyar Filmszemle, 2000
- Legjobb film – 31. Magyar Filmszemle Diákzsűri díja
- Rendezők Céhének legjobb rendezésért járó díja
- Az év legjobb játékfilmje – Magyar Filmkritikusok Díja, 2001

### Színházi díjak
- Hevesi Sándor-díj – Nemzetközi Színházi Intézet Magyar Központ, 2013[69]

Parallax
- Legjobb rendező: Mundruczó Kornél – Nestroy-díj, Bécs, Ausztria, 2024[70]

Cząstki kobiety
- Konrad Swinarski-díj a 2018–2019-es évad legjobb rendezőjének – Theatre magazin, Lengyelország, 2019[41][71]
- Legjobb előadás – Boska Comedia Színházi Fesztivál, Krakkó, Lengyelország, 2019[72]

A Makropulosz-ügy
- Legjobb új produkció-jelölés – Nemzetközi Operadíj, 2017[12]

Látszatélet
- Közönségdíj – Baltic House Fesztivál, Szentpétervár, Oroszország, 2017[73]
- Legjobb rendezés-jelölés – Faust-díj, Német Színházi Szövetség, 2017[6]

Demencia
- Kritikusok Díja – Baltic House Fesztivál, Szentpétervár, Oroszország, 2014

Denevér, avagy az én kis temetőm
- Az évad legjobb előadása – Telewizja Polska, Lengyelország, 2012
- Legjobb előadás – Boska Comedia Színházi Fesztivál, Krakkó, Lengyelország, 2013

Szégyen
- Legjobb rendezés: Mundruczó Kornél – XIII. Pécsi Országos Színházi Találkozó, 2013

Nehéz istennek lenni
- Német Szövetségi Politikaoktatási Központ díja – 8. Politika a független színházban – Hellerau Drezda, Németország, 2011
- Kritikusok Nemzetközi Szövetségénének (IATC) díja – MESS Nemzetközi Színházi Fesztivál, Szarajevó, Bosznia-Hercegovina, 2012
- MESS Fórum “Luka Pavlovic” díja – MESS Nemzetközi Színházi Fesztivál, Szarajevó, Bosznia-Hercegovina, 2012
- MESS Zsűri különdíja – MESS  Nemzetközi Színházi Fesztivál, Szarajevó, Bosznia-Hercegovina, 2012

Frankenstein-terv
- Legjobb előadás – VIII. Pécsi Országos Színházi Találkozó, 2008
- A közönségzsűri díja – VIII. Pécsi Országos Színházi Találkozó, 2008
- Különdíj – 44. BITEF Fesztivál, Belgrád, Szerbia, 2010

A jég
- Legjobb fiatal művész: Mundruczó Kornél – KONTAKT Nemzetközi Színházi Fesztivál, 2009
- Ezüst babérkoszorú a legjobb közép-európai előadásnak – MESS Nemzetközi Színházi Fesztivál, Szarajevó, Bosznia-Hercegovina, 2009
- A zsűri különdíja: Legjobb társulat – MESS Nemzetközi Színházi Fesztivál, Szarajevó, Bosznia-Hercegovina, 2009
- Avaz Dragon Díj – MESS Nemzetközi Színházi Fesztivál, Szarajevó, Bosznia-Hercegovina, 2009
- Texture Díj – Texture Film- és Színházi Fesztivál, Perm, Oroszország, 2010